# Las Pedrizas (barrio)
Las Pedrizas es un barrio perteneciente al distrito de Churriana de la ciudad andaluza de Málaga, España. Según la delimitación oficial del ayuntamiento, limita al norte con el barrio de La Noria; al este, con el cementerio de Churriana; al sur, con el barrio de Los Jazmines; y al oeste con los terrenos del fututo barrio de Pizarrillo.

## Transporte
En autobús queda conectado mediante las siguientes líneas de la EMT: 
| Línea | Trayecto                      | Recorrido | Frecuencia    |
| ----- | ----------------------------- | --------- | ------------- |
| 10    | Alameda Principal - Churriana | Recorrido | 25-30 minutos |